# Rolex Trophy
De Rolex Trophy, ook wel Trophée du Golf Club de Genève, is een voormalig jaarlijks Pro-Am golftoernooi in Genève, dat sinds 1976 werd gespeeld. Sinds 1989 maakte het toernooi deel uit van de Challenge Tour.
Het toernooi werd altijd op de Golf Club de Genève gespeeld. De eerste sponsor was Rolex, die voor 30 jaar een contract afsloot. Het toernooi werd hierdoor de Trophée Rolex genoemd. Sinds 2007 zijn er ook andere sponsors, maar de oorspronkelijke naam was zo bekend dat hij na twee jaar weer terugkwam.
Het toernooi is een Pro-Am. Sinds 1991 wordt de eerste ronde alleen door de professionals gespeeld, daarna spelen de professionals elke dag met wisselende amateurs. Iedere dag is er voor de Pro-Am een dagprijs. De professional speelt vier dagen voor zijn eigen score. Sinds het  toernooi bij de Challenge Tour hoort, doen de beste 40 van de Order of Merit aan dit toernooi mee. Alleen het prijzengeld van de top-20 telt mee voor de Challenge Tour Rankings.
Carl Suneson en Stuart Little wonnen het toernooi twee keer. Voor Suneson waren dit de eerste twee overwinningen van zijn carrière, van Little waren het de enige twee overwinningen van zijn carrière.

## Erelijst
| Jaar                           | Winnaar                                | Score                                  | Score                                  | Prijs                                  |
| Rolex Pro-Am                   | Rolex Pro-Am                           | Rolex Pro-Am                           | Rolex Pro-Am                           | Rolex Pro-Am                           |
| ------------------------------ | -------------------------------------- | -------------------------------------- | -------------------------------------- | -------------------------------------- |
| 1976                           | Mark Lyle                              |                                        |                                        |                                        |
| 1979                           | Jeff Hawkes                            |                                        |                                        |                                        |
| 1984                           | Torsten Giedeon                        |                                        |                                        |                                        |
| 1988                           | Costantino Rocca                       |                                        |                                        |                                        |
| 1989                           | Ronald Stelten                         |                                        |                                        |                                        |
| 1990                           | John McHenry                           |                                        |                                        |                                        |
| 1991                           | David R Jones                          |                                        |                                        | £ 31.341                               |
| 1992                           | Ronald Stelten                         | 271                                    | -17                                    | £ 31.498                               |
| 1993                           | Philip Golding                         | 275                                    | -13                                    | £ 36.036                               |
| 1994                           | Stuart Little                          | 269                                    | -19                                    | £ 36.453                               |
| 1995                           | Carl Suneson                           | 272                                    | -14                                    | £ 39.526                               |
| Rolex Trophy Pro-Am            |                                        |                                        |                                        |                                        |
| 1996                           | Dennis Edlund po                       | 274                                    | -14                                    | £ 52.402                               |
| 1997                           | Anssi Kankkonen                        | 276                                    | -12                                    | £ 48.757                               |
| Rolex Trophy                   |                                        |                                        |                                        |                                        |
| 1998                           | David Park po                          | 276                                    | -12                                    | £ 46.531                               |
| 1999                           | Carl Suneson                           | 268                                    | -22                                    | € 64.089                               |
| 2000                           | David Higgins                          | 271                                    | -17                                    | € 83.052                               |
| 2001                           | Stuart Little                          | 271                                    | -17                                    | € 102.313                              |
| 2002                           | Simon Hurd                             | 268                                    | -20                                    | € 137.692                              |
| 2003                           | Michael Jonzon                         | 267                                    | -21                                    | € 169.450                              |
| 2004                           | Phillip Archer                         | 198                                    | -18                                    | € 163.500                              |
| Rolex Trophy 2005              |                                        |                                        |                                        |                                        |
| 2005                           | Marc Warren po                         | 272                                    | -16                                    | € 163.500                              |
| Rolex Trophy                   |                                        |                                        |                                        |                                        |
| 2006                           | Alexander Norén                        | 266                                    | -22                                    | € 163.500                              |
| 2007                           | Robert Dinwiddie                       | 270                                    | -18                                    | € 180.250                              |
| Trophée du Golf Club de Genève |                                        |                                        |                                        |                                        |
| 2008                           | Klas Eriksson po                       | 274                                    | -14                                    | € 178.000                              |
| 2009                           | Julien Quesne                          | 269                                    | -19                                    | € 178.000                              |
| Rolex Trophy                   |                                        |                                        |                                        |                                        |
| 2010                           | Marc Tullo                             | 266                                    | -22                                    | € 218.000                              |
| 2011                           | Benjamin Hebert                        | 269                                    | -19                                    | € 190.240                              |
| 2012                           | Kristoffer Broberg                     | 261                                    | -27                                    | € 220.000                              |
| 2013                           | Jens Dantorp                           | 270                                    | -18                                    | € 228.000                              |
| 2014                           | An Byeong-hun                          | 269                                    | -19                                    | € 232.510                              |
| 2015                           | Nacho Elvira                           | 264                                    | -24                                    | € 230.000                              |
| 2016                           | Dylan Frittelli                        | 268                                    | -20                                    | € 250.000                              |
| 2017                           | Pedro Oriol                            | 271                                    | -17                                    | € 250.000                              |
| 2018                           | Kim Koivu                              | 266                                    | -22                                    | € 250.000                              |
| 2019                           | Darius van Driel                       | 265                                    | -23                                    | € 290.000                              |
| 2020                           | Afgelast omwille van de coronapandemie | Afgelast omwille van de coronapandemie | Afgelast omwille van de coronapandemie | Afgelast omwille van de coronapandemie |
| 2021                           | Afgelast omwille van de coronapandemie | Afgelast omwille van de coronapandemie | Afgelast omwille van de coronapandemie | Afgelast omwille van de coronapandemie |

po achter de spelersnaam betekent dat hij na play-off het toernooi won.

## Trivia
- De dertien eerste edities vielen niet onder de Challenge Tour, en staan niet allemaal op deze lijst.
- In 2013 bestond een van de teams uit drie beroemde Formule 1 coureurs: Loic Duval, Tom Kristensen en Jacques Laffitte,